# 酒井善貴
酒井 善貴（さかい よしき、1963年 - ）は、日本の音楽プロデューサー、実業家。株式会社アイビーレコード代表取締役社長。

## 来歴
山口県生まれ。駒澤大学卒業。OA機器メーカーとアパレルメーカーの営業職を経て、1990年にワーナーミュージック・ジャパンに転職。2007年4月発売のR35 Sweet J-Balladsは126万枚以上を売り上げ、「R35」を含むコンピレーション・アルバムを約530万枚、159億円の売上を築く。
2009年、カルチュア・コンビニエンス・クラブに販売部社長補佐として移籍。音楽業界初、レンタルショップ「TSUTAYA」のプライベートブランドCD「ザ・ベストバリュー999」を企画し、約140万枚以上を売り上げる。
2011年、CCCグループ内でレコード会社「アイビーレコード」を立ち上げ、代表取締役社長に就く。
2014年9月、1968年創刊のプロレス雑誌『ゴング』をアイビーレコードより復刊。酒井善貴が発行人となった。2016年にはバックナンバーを 
株式会社エムアップが電子書籍化、各電子書籍ストアにて毎月配信を開始。
2015年1月、闘魂三銃士のベスト盤CD『闘魂三銃士 最強ベスト ULTIMATE COLLECTION』（IVY Records）を発売した。

## 著書
- 『R35的 企画発想法』亜紀書房　2008年8月